# 1988-as magyar vívóbajnokság
Az 1988-as magyar vívóbajnokság a nyolcvanharmadik magyar bajnokság volt. A férfi tőrbajnokságot június 24-én rendezték meg, a férfi párbajtőrbajnokságot június 25-én, a kardbajnokságot június 26-án, a női tőrbajnokságot június 23-án, a női párbajtőrbajnokságot pedig június 26-án, mindet Budapesten, a Nemzeti Sportcsarnokban.

## Eredmények
| Versenyszám          | Arany                         | Arany | Ezüst                      | Ezüst | Bronz                          | Bronz |
| -------------------- | ----------------------------- | ----- | -------------------------- | ----- | ------------------------------ | ----- |
| Férfi tőrvívás       | Érsek Zsolt Újpesti Dózsa     |       | Szekeres Pál Újpesti Dózsa |       | Bálint Tamás Újpesti Dózsa     |       |
| Férfi párbajtőrvívás | Felföldy Sándor Újpesti Dózsa |       | Banczik Zoltán OSC         |       | Buzgó József MTK-VM            |       |
| Férfi kardvívás      | dr. Gedővári Imre Vasas SC    |       | Nébald György Bp. Honvéd   |       | Abay Péter Bp. Honvéd          |       |
| Női tőrvívás         | Jánosi Zsuzsa Bp. Honvéd      |       | Mincza Ildikó MTK-VM       |       | Stefanek Gertrúd Újpesti Dózsa |       |
| Női párbajtőrvívás   | Szőcs Zsuzsanna MTK-VM        |       | Mincza Ildikó MTK-VM       |       | Várkonyi Marina MTK-VM         |       |